# Ypsolophus asperella
Ypsolophus asperella is een vlinder uit de familie van de koolmotten (Plutellidae). De wetenschappelijke naam is gepubliceerd in 1761 door Linnaeus.